# Valkó vára
A Szilágysomlyótól délre fekvő egykori Valkó vára a fennmaradt adatok alapján a 13. században épülhetett. Ekkor már említették az alatta elterülő falut Alsóvalkót is. A várrom a romániai műemlékek jegyzékében a SJ-II-a-B-05116 sorszámon szerepel.

## Története
Valkót mint királyi várföldet még a Geregye nemzetséghez tartozó Pál országbíró kapta IV. Béla királytól vár építése céljából a tatárjárás után, Zovány és Nagyfalu földjével együtt. 1317-ben említették először mint várat, ekkor Borsa Kopasz fia, Bekcs volt a vár ura, kihez 1277-ben a Geregye nemzetség utolsó tagjának Miklósnak halála után kerülhetett.
1319-ben castrum Volko, 1341-ben castellanus de Volko, 1481-ben castrum Valko, 1515-ben Walko vára, 1546-ban castrum Walkowara néven említették. A várat a Borsáktól Elefánti Dezső foglalta vissza. 1317-től királyi vár volt. 1333-ban alvárnagya Kraszna vármegye ispánja volt, melyről királyi kézen levő várra következtethetünk.
1341-ben Károly Róbert király Dancs mesternek adományozta a felvidéken lévő váraiért cserébe. Ekkor uradalmát, melyhez Nagyfalu és Balla is tartozott elhatárolták a somlyói uradalomtól. Ekkor négy magyar és tizenhárom román falut írtak össze itt. Negyven év múlva a román települések száma már harmincöt volt a birtokon.
A Valkó vári uradalomhoz tartozott Oláhvalkó, Magyarvalkó, Nagyfalu, Kraszna, Zovány, Nagyfalu, Balla, Wárallya.
A Dancsfiak kihalta után Nagy Lajos király Genyő (Gönyüi?) János komáromi és krasznai főispánnak adományozta. 1402-ben, Genyő János fiának, Zsigmondnak halála után annak nővérére, Annára szállt fiúsítás útján. Anna kezével Losonczi Bánffy László kapta meg, tőle pedig fiaira, Lászlóra és Györgyre szállt.
1404-ben Zsigmond király ostromolta. 1495-ben Valkó várának várnagya Krasznai Kis Péter volt. 1515-ben a keresztesek elfoglalták és lerombolták a várat, s ekkor a Bánffyak itt tárolt Régen mezővárosról és a hozzá tartozó hét birtokról szóló oklevelei is elkallódtak. 1515 után felosztották néhai Bánffy János javait. A felosztáskor úgy állapodtak meg, hogy Sebes várát és a hozzá tartozó vámokat Bánffy István és Kristóf használja addig, amíg Walko várát helyreállítják.
1518. július 14-én Bánffy László Borzási Györgynek és Péternek ajándékozta hű szolgálataik jutalmául Magyarvalkó, Oláhvalkó, Warallya és más birtokbeli részeit. 1665-ben a török dúlta fel és már nem állították helyre.

## Valkóvári uradalom
1546-ban a valkóvári uradalomhoz a következő birtokok, részbirtokok tartoztak:
Nagyfalu, Kraszna, Valkó, Zovány, Bogdánháza, Rágpathak, Bagolyháza, Boronamező, Felső- és Alsó-Perje, Boján, Csizér, Alsó- és Felső-Bán, Ballaháza, Szék, Tótfalu, Tusza, Füzes, Új-Vágás, Paptelek, Váralja, Oláh-Valkó, Felső- és Alsó-Jaáz, Bagolyfalu, Felső- és Alsó-Gyümölcsénes, Elyüs, Detrehem, Halmosd, Bucsum, Felső- és Alsó-Kaznacs részbirtokok, Magyar-Kaznacs praedium.